# Paul Erdős
A nu se confunda cu graficianul român Paul Erdös (grafician) sau cu filozoful român Pàl Erdös (cunoscut ca Pavel Apostol)!
Paul Erdős (în maghiară - Erdős Pál, cunoscut ocazional și ca Paul Erdos ori Paul Erdös; n. 26 martie 1913, Budapesta, Austro-Ungaria – d. 20 septembrie 1996, Varșovia, Polonia) a fost un matematician extrem de prolific, mereu aflat în mișcare și faimos excentric, născut în Ungaria. Având sute de colaboratori în diverse țări ale lumii, cu care a colaborat de cele mai multe ori la "ei acasă", Erdős a lucrat la numeroase probleme matematice legate de analiza combinatorie, teoria grafurilor, teoria numerelor, analiză matematică clasică, teoria aproximărilor, teoria mulțimilor și teoria probabilității.
Prolificitatea lui Erdős ca autor de articole de matematică publicate (considerând numărul articolelor care au văzut lumina tiparului în timpul vieții sale) se poate compara doar cu cea a lui Leonhard Euler, faimosul matematician al Iluminismului. Conform lui Hoffman (1998), Erdős a publicat un număr mai mare de articole, în timp ce Euler a publicat mai multe pagini matematice.
Paul Erdős a publicat în jur de 1.500 articole matematice în timpul vieții sale, majoritatea având co-autori. Conform proiectului Internet numit The Erdős Number Project Data Files, Erdős a avut 511 colaboratori direcți, dar diferiți (care beneficiază toți de onorantul Număr Erdős 1), ceea ce demonstrează limpede crezul său, aplicat de el însuși cu sfințenie, "matematica este o activitate socială".

## Biografie
Paul a fost al treilea născut într-o familie de evrei maghiari. După ce ambele surori ale lui au murit la vârsta de trei și cinci ani, de teamă unei boli contagioase, mama sa nu l-a dat la școală, ci l-a învățat ea însăși să scrie și să citească. Ulterior a avut o guvernată germană și profesori privați. Ambii părinți ai lui Paul au fost matematicieni, care i-au dat o educație de liber-cugetător. Tatăl său a fost în 1914 militar în armata austro-ungară. În urma unui atac rusesc, tatăl Erdős cade prizonier în Galiția, după care va fi ținut prizonier pentru mai mulți ani în Siberia. În perioada regimului comunist al lui Bela Kun (1919), mama lui este numită directoare de școală, însă va fi destituită din funcție ca și alți evrei în timpul regimului antisemit al lui Horthy. Întors din prizonierat, tatăl viitorului matematician îl învață limba engleză, prin anii 1920. Mai mulți copii talentați la matematică, care  au provenit din familii cu probleme financiare, au fost sprijiniți moral și financiar de matematicianul altruist și dedicat reginei științelor.

## Opera matematică
Erdős a fost unul dintre cei mai prolifici autori de lucrări în istoria matematicii, al doilea după Leonhard Euler; Erdős a publicat mai multe lucrări, dar Euler a publicat mai multe pagini (conform lui Hoffman, 1998). A scris 1.500 de articole pe teme de matematică, majoritatea în colaborare. A avut 511 colaboratori diferiți (The Erdős Number Project Data Files), și credea cu tărie că „matematica este o activitate socială”.
Dintre contribuțiile sale, s-au remarcat dezvoltarea teoriei Ramsey și aplicarea metodei probabilistice. Combinatorica extremă îi datorează o întreagă metodă de abordare, dezvoltată parțial din tradiția teoriei analitice a numerelor. Erdős a găsit o demonstrație a postulatului lui Bertrand care s-a dovedit a fi mai elegantă decât prima, descoperită de Cebîșev. De asemenea, a descoperit o demonstrație elementară pentru teorema numerelor prime, împreună cu Atle Selberg, în care s-a demonstrat cum combinatorica este o metodă eficientă de numărare a mulțimilor.

## Colaboratori
Printre colaboratorii săi cei mai frecvenți se numărau următorii:
- Yousef Alavi
- Béla Bollobás
- Stefan Burr
- Fan Chung
- Vašek Chvátal
- Ralph Faudree
- Péter Frankl
- Ron Graham
- Richard Guy
- András Gyárfás
- András Hajnal
- Eric Milner
- János Pach
- Carl Pomerance
- Richard Rado (co-autor al teoremei Erdős–Ko–Rado)
- Alfréd Rényi
- Vojtech Rődl
- C. C. Rousseau
- András Sárközy
- Dick Schelp
- Miklós Simonovits
- Vera Sós
- Joel Spencer
- Endre Szemerédi
- Paul Turán
- Peter Winkler

## Număr Erdős
Datorită numărului mare de lucrări scrise și publicate, prietenii lui au inventat numărul Erdős, Erdős a primit numărul Erdős 0 (pentru că este el însuși); cei care au scris o lucrare împreună cu o altă persoană cu un număr Erdős deja definit, au numărul Erdős mai mare cu 1 decât acea persoană. 90% dintre matematicienii activi din lume au un număr Erdős mai mic decât 8 (manifestare a fenomenului „lumii mici”). Se spune și că jucătorul de baseball Hank Aaron are numărul Erdős 1 deoarece a semnat aceeași minge de baseball cu el atunci când Universitatea Emory le-a dat acestora în aceeași zi diplome onorifice. Numere Erdős au fost date și unui copil nou-născut, unui cal, dar și unor actori.
Numărul Erdős a fost definit pentru prima oară de Casper Goffman, un analist care are el însuși numărul Erdős 1. Goffman și-a publicat observațiile despre prolifica colaborare cu Erdős într-un articol din 1969 intitulat „And what is your Erdős number?” („Și care-i numărul tău Erdős?”)

## Cărți despre Erdős / Referințe
- Aigner, Martin; Ziegler, Günter (2003). Proofs from THE BOOK. Berlin; New York: Springer. ISBN 3-540-40460-0.
- Hoffman, Paul (1998). The Man Who Loved Only Numbers: The Story of Paul Erdős and the Search for Mathematical Truth. New York: Hyperion Books. ISBN 0-7868-8406-1.
- Schechter, Bruce (2000). My brain is open: The mathematical journeys of Paul Erdős. New York: Simon & Schuster. ISBN 0-684-85980-7.
- Csicsery, George (2005). N Is a Number: A Portrait of Paul Erdős. Berlin; Heidelberg: Springer-Verlag. ISBN 3-540-22469-6.
- The Mathematics Genealogy Project — Paul Erdős